# Scofa
Le scofa est une spécialité pâtissière originaire de la région de Niort, dans le département des Deux-Sèvres, en France. Le nom de ce gâteau est un acronyme formé des initiales de ses principaux ingrédients : sucre, crème, œufs, farine et amandes.

## Origine et histoire
Le scofa aurait été inventé dans les années 1930 par une pâtissière de Niort. Il est reconnu comme étant lié à la tradition monastique : en effet, plusieurs sources indiquent que les moines bénédictins de l'abbaye Saint-Martin de Ligugé et les carmélites du Carmel de Niort, et du Carmel de Lisieux ont été associés à la production et à la diffusion de cette spécialité, qui s'inscrit dans une longue tradition gastronomique ecclésiastique.
Les religieux sont depuis longtemps des créateurs de nouvelles spécialités pâtissières, comme le cannelé des religieuses de Bordeaux. Plusieurs de ces recettes sont en lien avec les fêtes religieuses, mais aussi avec les contraintes imposées comme le fait de ne pas manger de viande : le macaron, avec ses amandes (comme dans le scofa), a été diffusé en France par des sœurs carmélites de Nancy. Sainte Thérèse d'Avila disait à leur propos : « les amandes sont bonnes pour ces filles qui ne mangent pas de viande ».
La recette originale du scofa est une marque déposée dont les moines de l'abbaye de Ligugé détiennent les droits d'exploitation par l'intermédiaire de la société Europart, au même titre que les Carmélites de Niort.

## Recette
La recette du scofa reste jalousement gardée par les monastères et pâtissiers qui perpétuent cette tradition, ce qui contribue à son mystère,, bien que des recettes soient proposées en ligne et en livre. Ses ingrédients de base sont bien connus : du sucre, de la crème, des œufs, de la farine et des amandes. Ces composants sont assemblés pour créer une texture unique, à mi-chemin entre un gâteau et un nougat, avec une surface caramélisée caractéristique. 
Il se déguste, en toute modération, avec un vin de la Vallée de la Loire comme un Saumur ou un Anjou, ou encore accompagné d'un cidre ou d'un poiré. Le scofa est également consommé avec des boissons chaudes.